# Lamaní
Lamaní (uit het Nahuatl: "Plaats van pottenbakkers") is een gemeente (gemeentecode 0307) in het departement Comayagua in Honduras.
Het dorp bestond in elk geval al in 1684. In deze periode heette het Manianí. Het maakte deel uit van het departement La Paz. Op 18 juni 1877 ging het echter over naar Comayagua.
Het dorp Limaní ligt in het Dal van Comayagua aan de rivier Jutex. Deze rivier wordt ook wel Lamaní genoemd.

## Bevolking
De bevolking is als volgt verdeeld:
| Vrouwen | 3652 | 50,9% |
| Mannen  | 3524 | 49,1% |

## Dorpen
De gemeente bestaat uit acht dorpen (aldea), waarvan de grootste qua inwoneraantal: Lamaní (code 030701) en Valladolid (030708).